# Mr. Peabody & Sherman
Mr. Peabody & Sherman (bra: As Aventuras de Peabody e Sherman; prt: Mr. Peabody e Sherman) é um filme de animação computadorizada de 2014 em 3D dirigido por Rob Minkoff, diretor da animação O Rei Leão, baseado nos personagens de mesmo nome do segmento animado Peabody's Improbable History de Peabody da série de animação As Aventuras de Rocky & Bullwinkle, o filme é produzido pela DreamWorks Animation e distribuído pela 20th Century Fox. O lançamento ocorreu no dia 7 de Março de 2014.
Apesar de ter arrecadado mundialmente 275 milhões de dólares no total, o filme teve um desempenho inferior na bilheteria, forçando a redução de 57 milhões de dólares. Uma série de TV baseada no filme intitulada Mr. Peabody & Sherman Show foi lançada na Netflix a 9 de outubro de 2015.
Em Portugal, Mr. Peabody e Sherman estreou em 13 de Março de 2014, com versão portuguesa.

## Sinopse
O Sr. Peabody, um cão que é o ser mais inteligente do mundo e seu filho adotado Sherman. Sherman e seu pai adotivo vivem altas aventuras com uma invenção de Peabody que fez o que a humanidade não foi capaz de fazer:Uma máquina do tempo.Com sua alta inteligência,Peabody ensina o menino a tudo do mundo da escolaridade,mas devida a querer que ele leve uma vida mais como outras crianças o coloca em uma escola.No primeiro dia,Sherman é vítima de Bullying por sua colega de classe Penny Peterson e isso faz com que ele se altere e a morda fazendo com que se crie um aleive para Srta. Grunion tirá-lo de Peabody já que nunca via que um cão pudesse ser pai de um menino.Para consertar as coisas,Sr. Peabody convida os pais de Penny para poder jantar enquanto esperam a inspeção de Srta. Grunion. Isso é tempo o suficiente para Penny e Sherman causarem uma grande confusão com a máquina do tempo, agora Sr. Peabody corre contra o "tempo" para trazê-los de volta ao presente,passar na inspeção e impedir que o espaço-tempo possa destruir o universo.

## Elenco
- Ty Burrell como o Sr. Peabody
- Max Charles como Sherman
- Ariel Winter como Penny Peterson
- Stephen Colbert como Paul Peterson
- Leslie Mann como Patty Peterson
- Stephen Tobolowsky como Diretor Purdy
- Allison Janney como Sra. Grunion

Dobragem portuguesa
- Carolina Sales (Penny)[2][6]
- Miguel Mestre (Sherman)[2][6]
- Fátima Belo (professora)[6]
- Carlos Vieira de Almeida (vários personagens)[6]
- Rui Unas[2]

## Produção
A adaptação da séria animada Peabody's Improbable History é um antigo projeto do cineasta Rob Minkoff, em 2003 foi noticiado que Minkoff produziria um filme unindo live-action e computação gráfica distribuído pela Sony Pictures, o projeto foi cancelado, em 2006, Minkoff levou a ideia do filme para a DreamWorks Animation.